# Bernd Gerber
Bernd Gerber (* 21. Dezember 1961 in Schifferstadt) ist ein ehemaliger deutscher Fußballspieler.
In der Jugend spielte Bernd Gerber für den FSV Schifferstadt und wechselte 1978 zu den A-Jugendlichen des 1. FC Kaiserslautern. Am 7. März 1981 kam er gegen den MSV Duisburg in der Bundesliga für die FCK-Profis zum Einsatz. 1982/83 war er für den VfR Bürstadt in der Oberliga am Ball. 1983 wechselte er zum VfL Bochum, für den er vier Bundesligapartien bestritt und nach einem Jahr erneut wechselte.
Zur Saison 1984/85 wechselte er in die 2. Bundesliga zu Blau-Weiß 90 Berlin. Hier wurde er endlich zum Stammspieler und kam in den ersten beiden Jahren 63 Mal zum Einsatz. 1986 stieg Gerber mit den Berlinern auf in die Bundesliga, nach nur einem Jahr ging es aber bereits zurück in die Zweitklassigkeit.
1987 wechselte er zur SpVgg Bayreuth, die ebenfalls in der 2. Liga spielte. In drei Jahren spielte er 59 Mal.
Insgesamt absolvierte Gerber 19 Bundesliga- und 126 Zweitligaspiele (8 Tore).
Seit dem 1. Juli 2011 ist er Co-Trainer beim FSV Schifferstadt.